# Wenn man vierzehn ist
Wenn man vierzehn ist ist ein Dokumentarfilm des DEFA-Studios für Dokumentarfilme von Winfried Junge aus dem Jahr 1970.

## Handlung
Wir haben den Monat April des Jahres 1969 und die „Kinder von Golzow“ gehen in die 8. Klasse. In diesem Schuljahr begehen sie die Jugendweihe, bei deren Vorbereitung und Durchführung sie von der Kamera begleitet werden, so bei einem Besuch des Erdöl-Verarbeitungswerks Schwedt, der dem Kennenlernen eines Großbetriebes diente. Es folgte je ein Besuch der Mahn- und Gedenkstätte Sachsenhausen sowie der Dichterstadt Weimar, bei dem den Schülern Johann Wolfgang von Goethe und Friedrich Schiller nähergebracht wurden. Nun zählen die „Kinder von Golzow“ zu den Erwachsenen, doch sie bleiben auch weiterhin noch Schüler. Auch für die Lehrer ist es ein neuer Anfang und sie werden in Ausschnitten bei der Durchführung des Unterrichts gezeigt.   
Bernds Vater leitet die Abteilung Feldbau in der LPG. Bernd begleitet ihn manchmal bei dessen Kontrollgängen auf den Äckern. Hier darf er auch erste Fahrversuche mit einem Geländewagen unternehmen, was nicht so einfach ist; die Prüfung für den Mopedführerschein kann er aber schon machen. Dann ist Ilona ein Thema, die im Unterricht plötzlich feststellt, dass sie ihre Hausaufgaben vergessen hat. Zu Hause muss sie sich auch um ihre vier Geschwister kümmern, da sie als Älteste ihre Mutter unterstützt. Sie selbst will höchstens drei Kinder bekommen. Welchen Beruf sie erlernen möchte, weiß sie noch nicht; das Geld stehe hier aber nicht im Vordergrund, wenn die Arbeit Spaß macht und befriedigt. Winfried, bei dem viele aus der Klasse abschreiben, interessiert sich vor allen Dingen für alles Technische. Bei der Betrachtung des Innenlebens eines Fernsehapparates muss er feststellen, dass die Neugier noch größer ist als das Verständnis. Sein Ziel bleibt aber trotzdem, einmal Elektroingenieur zu werden.
Das Filmteam hat den zuständigen Schulrat zu den Dreharbeiten eingeladen. Bei einer Diskussion über das Lernen beklagt er, dass anscheinend nicht allen Schülern klar ist, was sie eigentlich leisten sollten. Anschließend bringt Annegret das Thema im FDJ-Aktiv noch einmal zur Sprache und hält die Kritik für berechtigt. Wenn der Wille zum Lernen vorhanden wäre, könnten sich einige Schüler verbessern. 
Bernhard überlegt, Offizier zu werden. Für ihn und einige andere Kinder wird deshalb ein Besuch bei den Luftstreitkräften organisiert.
Viele Gespräche im Film beziehen sich auf die Zukunft der Kinder, sowohl im Privaten als auch im Beruflichen. So gibt es eine Diskussionsrunde mit dem Vorsitzenden der LPG, Arthur Klitzke, darüber, wie sich Golzow und die Landwirtschaft entwickeln werden. Er ist der Vater von Gudrun. Teilnehmer an dieser Runde ist auch ein Agraringenieur aus dem befreundeten Irak, der in Golzow wissenschaftliche Versuche durchführt. Um die Schüler an das spätere Berufsleben heranzuführen, gibt es den Unterrichtstag in der sozialistischen Produktion (UTP), der hier im Rinderstall stattfindet und bei dem ein Einblick in verschiedene Berufe gewährt wird. 
Am Ende des 8. Schuljahres trennen sich einige Wege. Ein Teil der Schüler verlässt die Schule und beginnt eine Berufsausbildung. Vier Schüler werden zur EOS nach Seelow delegiert, um dort ihr Abitur zu machen, darunter Dieter und Jürgen. Der größte Teil bleibt aber weiterhin in Golzow, um weiter die POS bis zur 10. Klasse zu besuchen. Für alle gibt es zum Abschied einen gemeinsamen Tanzabend.

## Produktion und Veröffentlichung
Wenn man vierzehn ist ist der 4. Teil der Langzeitdokumentation Die Kinder von Golzow und wurde als Schwarzweißfilm von der Künstlerischen Arbeitsgruppe (KAG) Profil unter dem Arbeitstitel Golzow IV hergestellt. Für die Dramaturgie war Manfred Wolf verantwortlich. Der Film lief in den Kinos der DDR am 6. März 1970 an.